# لطفي باشا
لطفي باشا بن عبد المعين الألباني (ت نحو 970 هـ / نحو 1562 م) فاضل من وزراء الدولة العثمانية. صنف (الكنوز في حل الرموز) وهو شرح لأربعين حديثاً جمعها سنة 957 هـ، و(خلاص الأمة في معرفة الأئمة). كان زوج شاه سلطان أخت السلطان سليمان القانوني، وأنجب منها ابنته الوحيدة أسمهان.
حمل الصدارة العظمى من 13 يوليو 1539 إلى أبريل1541.
و يعتبر سبب عزله عن وظيفته كصدر أعظم بسبب ضربه لزوجته السلطانة شاه سلطان أخت السلطان سليمان القانوني وتم نفيه، وتعيين سليمان باشا الخادم بدلا عنه.

## تواريخ آل عثمان
أبرز مؤلفات عاشق باشا زاده كتابه التاريخي الشهير عن أحداث الدولة العثمانية منذ بدايتها وحتى وفاته. معروف عند الأتراك العثمانيين أن كل كتب التأريخ التي تسرد أحداث الدولة العثمانية منذ بدايتها، تُعرف كلها باسم «تواريخ آل عثمان» مع ذكر اسم المؤلف، مثل: 
1. «تواريخ آل عثمان» "عاشق باشا زاده تاريخى" (1400م ؟ ـ 1484م ؟).[5]
2. «تواريخ آل عثمان» للصدر الأعظم لطفي باشا (ت نحو 970 هـ / نحو 1562 م) (بالتركية: Lütfi Paşa)‏.[6]
3. «تواريخ آل عثمان» الذي يُعتقد أن نصوح السلاحي (1480م- نحو 1564م) قد كتبه.[7]
4. «تواريخ آل عثمان» أو «تاريخي رستم باشا» للصدر الأعظم رستم باشا (1500 – 1561 م).[8]
5. «تواريخ مُلوك آل عُثمان» تأليف شاعر وحكيم البلاط العُثماني زمن السُلطان بايزيد الأوَّل أحمد بن خِضر تاج الدين الشهير بِلقب «أحمدي» (1334م- 1413م).
6. «تاريخ ملوك آل عثمان»، لحاجي خليفة، مصطفى ابن عبد الله، المعروف عند الترك باسم "كاتب چلبي" في القرن 17.[9]